# Dolomedes scriptus
Espèce
Synonymes
- Dolomedes fontanus Emerton, 1885

Dolomedes scriptus est une espèce d'araignées aranéomorphes de la famille des Dolomedidae.

## Distribution
Cette espèce se rencontre aux États-Unis au Texas, en Oklahoma, en Arkansas, au Mississippi, en Alabama, en Floride, en Géorgie, en Caroline du Sud, en Caroline du Nord, au Tennessee, au Missouri, au Kansas, au Nebraska, en Iowa, au Minnesota, au Wisconsin, en Illinois, en Indiana, au Michigan, en Ohio, en Virginie-Occidentale, au Maryland, au Delaware, en Pennsylvanie, au New Jersey, dans l'État de New York, au Connecticut, au Rhode Island, au Massachusetts, au Vermont, au New Hampshire et au Maine et au Canada au Manitoba, en Ontario, au Québec, au Nouveau-Brunswick et en Nouvelle-Écosse,.

## Description

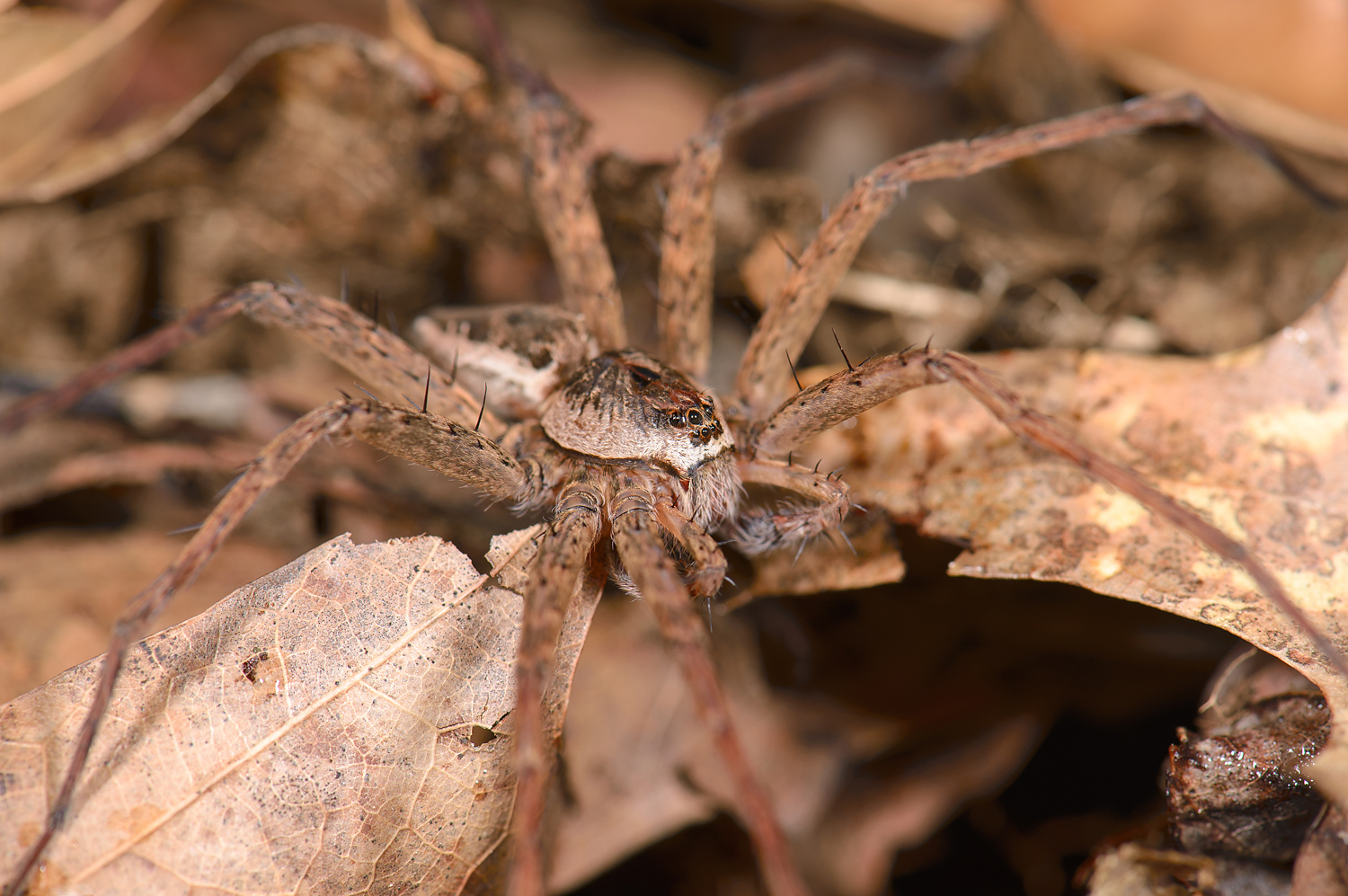
Dolomedes scriptus ♂

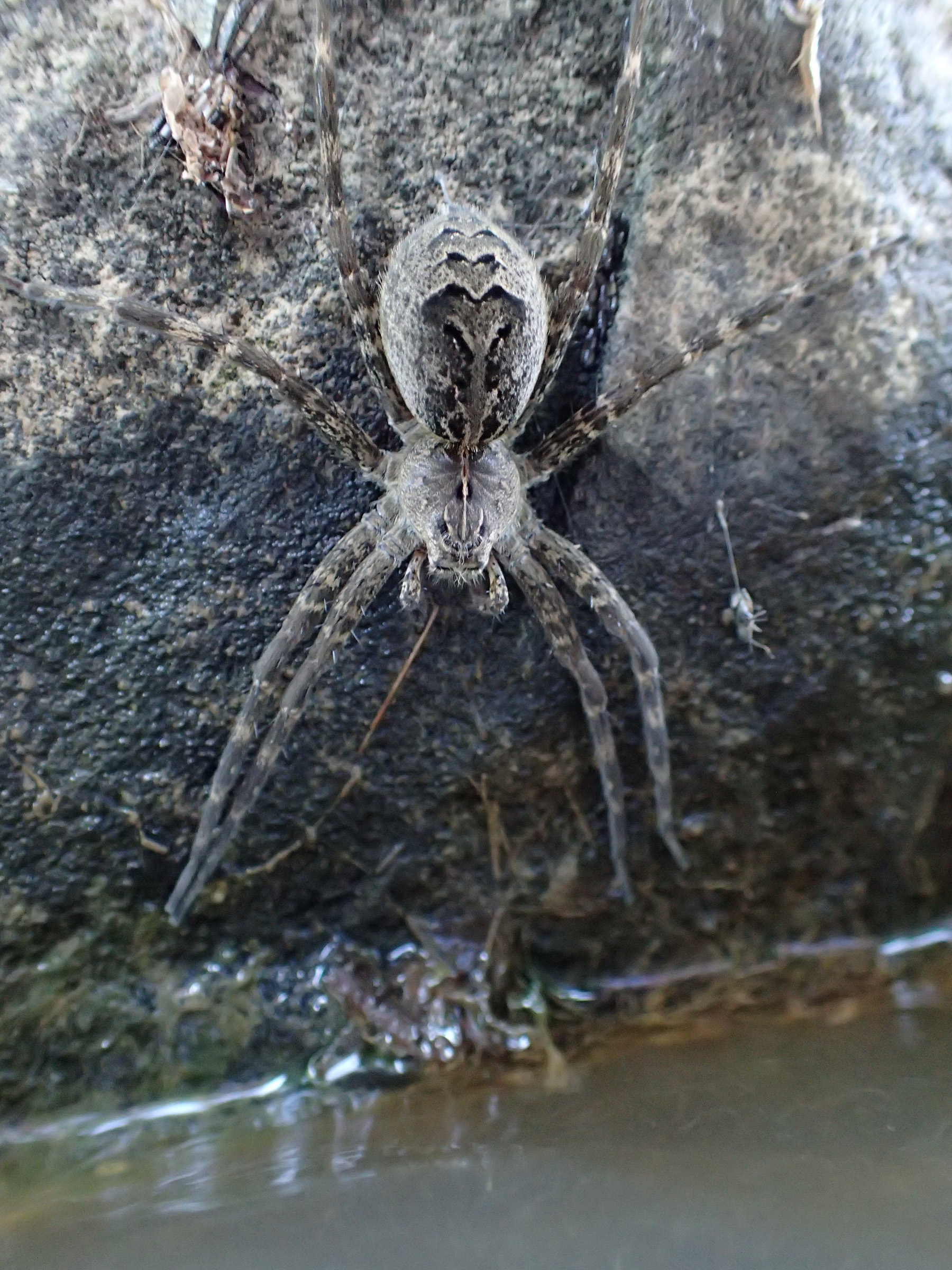
Dolomedes scriptus

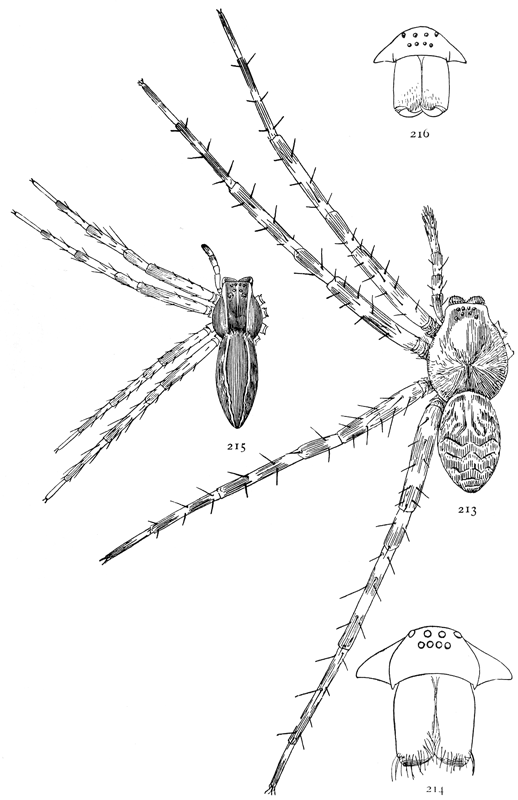
Dolomedes scriptus

Les mâles mesurent de 13 à 16,25 mm et les femelles de 17,5 à 24 mm.

## Systématique et taxinomie
Cette espèce a été décrite par Hentz en 1845.
Dolomedes fontanus a été placée en synonymie par Bishop en 1924.

## Publication originale
- Hentz, 1845 : « Descriptions and figures of the araneides of the United States. » Boston Journal of Natural History, vol. 5, p. 189-202 (texte intégral).